# Paul Banks
Pour les articles homonymes, voir Banks.
Paul Julian Banks (né le 3 mai 1978 à Clacton-on-Sea, Essex, Royaume-Uni) est le chanteur, parolier et guitariste du groupe de rock Interpol.
En 2009, il se lance dans une carrière solo et sort l'album Julian Plenti Is... Skyscraper.
Il possède une voix de baryton.

## Biographie
En raison du travail de son père, Paul Banks a vécu les trois premières années de sa vie en Angleterre. Il a ensuite déménagé avec sa famille dans le Michigan aux États-Unis, puis en Espagne vers l'âge de 12 ans, et enfin dans le New Jersey. Son père qui travaille dans l'industrie automobile est muté au Mexique, Paul Banks étudie alors au lycée American School Foundation à Mexico.
Il poursuit ses études à l'Université de New York où il étudie l'anglais et la littérature comparée ; ses écrivains favoris sont Céline et Bukowski. Après l'obtention de son diplôme, il travaille pour des magazines tels que Interview et Gotham. 
En 1998, il intègre le groupe Interpol grâce à Daniel Kessler, rencontré à Paris lors d'un voyage d'études.
Il décide ensuite de se consacrer entièrement à la musique. Il parle couramment l'espagnol.
Décrit comme introverti, parlant peu de lui, Paul Banks est cependant loquace en ce qui concerne ses passions comme la peinture, la musique et la littérature. Les artistes qui l'inspirent sont Nirvana, The Cure (dont Interpol a fait la première partie lors du Curiosa Tour), Fugazi, The Mars Volta, Nick Cave et Frank Black des Pixies. Il écoute aussi beaucoup de hip-hop. 
Il a été en couple avec le mannequin Helena Christensen pendant plusieurs années.

## Carrière solo
En mai 2009, la sortie de l'album solo de Paul Banks est annoncé. Ce dernier utilise alors le pseudonyme de Julian Plenti.
L'album porte le nom Julian Plenti Is... Skyscraper et sort le 4 août 2009.
Banks déclare avoir plusieurs projets en solo et pseudonymes à l'esprit, y compris un projet purement instrumental.
Un EP, sorti en juin 2012, Julian Plenti Lives précède la sortie de son deuxième album solo.
Son deuxième album studio intitulé Banks sort le 22 octobre 2012.

## Collaborations
Paul Banks a formé depuis 2011 un duo, Banks & Steelz, avec le rappeur américain RZA (Wu-Tang Clan).

## Interpol
En 2010, Paul Banks et le groupe Interpol effectuent une tournée à travers le monde, notamment dans les pays suivants :
- Royaume-Uni
- France
- Canada
- Belgique
- Espagne
- Italie
- Mexique
- États-Unis
- Portugal
- Autriche
- Pays-Bas
- Allemagne
- Irlande